# Ieixivà de Mea Xearim

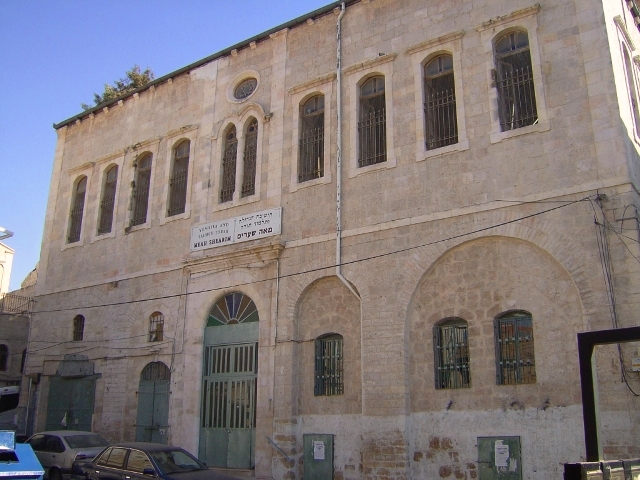
Ieixivà de Mea Xearim i Talmud Torà.

La Ieixivà de Mea Xearim és una ieixivà que es troba en el barri ultraortodox de Mea Xearim a Jerusalem, Israel. Aquesta ieixivà va ser establerta en 1885 com una escola per a l'estudi del Talmud i la Torà.
El director de la ieixivà va ser el rabí Yosef Gershon Horowitz, un dels líders del moviment mizrahi. Durant el mandat britànic de Palestina, l'edifici va servir com a seu d'aquest moviment a Jerusalem. La sala d'estudi del segon pis té un magnífic sostre pintat amb representacions dels llocs sagrats jueus. L'artista, Yitzhak Beck, va dur a terme el treball en bastides especials construïdes per ell. Les pintures han començat a deteriorar-se amb el temps i s'estan fent esforços per a la seva conservació.